# Commander Keen
Commander Keen is een serie van computerspellen gemaakt door id Software begin jaren 90 van de 20e eeuw. De cartoonachtige platformspellen waren de eerste spellen van id Software, die later blockbusters zoals Doom en Quake ontwikkelde. Hoewel id Software de spellen ontwikkelde, werden ze uitgebracht door Apogee Software. Tom Hall is de ontwerper van Commander Keen en de bedenker van het Keen-universum.
Het eerste spel kwam uit op 14 december 1990. In totaal zijn er zeven officiële spellen gemaakt voor de pc en een spel voor de Game Boy Color.

## Commander Keen-spellen

### Invasion of the Vorticons
Dit was de gezamenlijke naam voor de eerste drie Keen-spellen. De hoofdvijanden hierin zijn het buitenaardse ras de Vorticons (een hond/mensachtig ras) en hun leider de "Grand Intellect".
1. "Marooned on Mars"In dit eerste spel stelen de Vorticons vier onderdelen van Keens raket terwijl hij op Mars is, en verstoppen die in verschillende steden. Keen moet deze onderdelen terugvinden als hij Mars weer wil verlaten. Tijdens dit eerste spel krijgt Keen zijn pogostick en pistool.
2. "The Earth Explodes"Na zijn missie op Mars ontdekt Keen bij thuiskomst dat er een Vorticonschip boven de aarde hangt, klaar om deze op te blazen. Keen moet dit voorkomen door acht machines aan boord te vernietigen. Keen leert bij deze missie ook dat de Vorticons van nature niet kwaadaardig zijn, maar dat ze momenteel in de macht zijn van iemand die zich het “Grand Intellect” noemt. Dit tweede deel uit de serie wordt door velen als de moeilijkste van de eerste drie delen beschouwd.
3. "Keen Must Die"Na zijn overwinning op het Vorticonschip reist Keen naar de thuisplaneet van de Vorticons om het mysterieuze “Grand Intellect” te zoeken dat achter de aanval op de Aarde zat. Dit blijkt uiteindelijk niemand minder te zijn dan Mortimer McMire, waartegen hij op het einde moet vechten. In het laatste level van het derde spel verslaat Keen Mortimers robot, waarbij Mortimer zelf ook om lijkt te komen. Hij bevrijdt zo de Vorticons.

### The Lost Episode (Keen Dreams)
Dit is een apart spel, gepubliceerd door Softdisk. Het wordt doorgaans gezien als een los deel tussen de eerste trilogie en het daaropvolgende tweeluik, waardoor het ook wel het nummer 3.5 meekrijgt. Dit spel is duidelijk anders qua opzet dan de andere Keen-spellen. Zo gebruikt Keen als wapen een soort bommen die vijanden tijdelijk in bloemen veranderen, en is hij niet gekleed in zijn gebruikelijke paarse T-shirt en spijkerbroek, maar in een blauwe pyjama (met paarse konijnenpantoffels).
Het verhaal van dit spel: nadat Keen weigert zijn groenten op te eten wordt hij naar bed gestuurd. Niet veel later wordt hij echter wakker in een vreemde wereld met levende groenten. Het blijkt dat de leider van deze wereld, “Boobus Tuber”, met zijn droommachine andere kinderen die geen groenten willen eten hier gevangen houdt. Om uit deze droomwereld te ontsnappen moet Keen Boobus Tuber verslaan.

### Goodbye Galaxy
Dit is de gezamenlijke naam voor de tweede serie Keen-spellen. Oorspronkelijk zou dit ook een trilogie hebben moeten worden, maar uiteindelijk bleef het bij twee delen. Centraal in deze reeks staat Keens gevecht met een nieuw buitenaards ras, de Shikadi. Zij willen de Melkweg opblazen in opdracht van een zekere "Gannalech".
4. "Secret of the Oracle"Keen vangt met zijn nieuwe radio een bericht op van de Shikadi, die van plan zijn de Melkweg op te blazen. Omdat Keen niet weet wie de Shikadi zijn en waar ze zich bevinden, besluit hij dit te vragen aan het orakel van Gnosticus IV. Bij aankomst daar blijken de Shikadi hem voor te zijn geweest. Alle wachters van het orakel zijn ontvoerd naar de Shadowlands. Keen moet hen eerst redden voor hij achter de Shikadi aan kan gaan. Keen is in staat alle wachters te redden, waarna ze hem de informatie geven die hij zoekt.
5. "The armageddon machine"Na van het orakel gehoord te hebben waar de Shikadi zich bevinden, moet Keen hun schip binnendringen en de machine vernietigen waarmee ze de Melkweg willen opblazen. Veel fans vinden dit het mooiste van de Keen-spellen. Aan het eind van het spel vindt Keen een briefje. Hieruit blijkt dat Mortimer nog in leven is en dat hij achter het plan van de Shikadi zat. Tevens wordt hierin Mortimers nieuw plan onthuld: het universum opblazen.

### Aliens Ate My Babysitter
Dit is een apart spel dat los staat van de vorige twee delen. Het spel werd oorspronkelijk commercieel uitgebracht door FormGen.
Nadat Keens oppas Molly ontvoerd wordt door een buitenaards ras, de Bloogs, moet Keen naar hun planeet reizen en haar redden. Aan het eind blijkt Molly de zus te zijn van Mortimer. Via haar verneemt Keen (nogmaals) dat Mortimer nog in leven is. De hele ontvoering was door hem in scène gezet om Keen af te leiden terwijl Mortimer aan de vernietiging van het universum werkte.

### Spel voor de Gameboy Color
Dit spel, uitgebracht onder de titel Commander Keen, voor de Game Boy Color kwam uit in 2001 en is daarmee het laatste officiële Keen-spel. Het spel staat echter op zichzelf en is geen vervolg op de oude serie. Tom Hall, bedenker van de originele Keen-spellen, heeft te kennen gegeven dat dit spel naar zijn mening geen officieel deel uitmaakt van de Commander Keen-reeks.
Dit spel bevat nog enkele fouten maar is bijna volledig. Alleen in het laatste level kan men fouten ondervinden. In het spel spannen veel van Keens oude vijanden tegen hem samen.

## Karakters
Billy Blaze/Commander Keende hoofdpersoon uit de spellen. Hij is een achtjarige wizzkid met een IQ van 314. In de schuur achter zijn huis bouwt hij van oude soepblikken, plastic buizen en andere huishoudelijke apparaten een ruimteschip, de Bean-with-Bacon Megarocket. Regelmatig wanneer zijn ouders 's avonds weg zijn, trekt hij er met deze raket op uit als zijn alter ego Commander Keen. Keens volledige naam is William Joseph Blazkowicz II. Ook maakte id Software later bekend dat Keen de kleinzoon is van William Joseph "B.J." Blazkowicz, de held uit het Tweede Wereldoorlogspel Wolfenstein 3D.
Mortimer McMireKeens aartsrivaal. Hij is eveneens een wizzkid met een IQ van 315. Mortimer heeft het plan opgevat om iedereen die minder intelligent is dan hij uit de weg te ruimen, met andere woorden: het hele universum. Mortimer is het stereotype van een kwaadaardig genie. Hij heeft een oudere zus genaamd Molly, Keens oppasser. Mortimer gebruikt vaak buitenaardse rassen om hem, al dan niet vrijwillig, te helpen bij zijn doel. In de eerste drie delen maakte hij de Vorticons tot slaven en wilde hen de Aarde laten vernietigen. In deel vier en vijf overtuigde hij een ras van energiewezens, de Shikadi, om de melkweg op te blazen. En in deel 6 liet hij de Bloogs zijn zus ontvoeren. In het Game Boy Color spel zet hij wederom een ander buitenaards ras aan tot het veroveren van de melkweg.
Keens familieKeens ouders zijn Arthur Kenneth Blazkowicz en Susan Elizabeth McMichaels. Keens vader veranderde hun achternaam naar Blaze voor zijn werk in de showbusiness. Keen heeft een oudere broer wiens naam niet bekend is, maar wiens footballhelm hij altijd “leent” als hij weer eropuit gaat als Commander Keen.
Spoteen Yorp (een groen wezen met een enorme mond en 1 oog), die door Keen mee is genomen als huisdier na zijn avontuur op Mars.

## Geschiedenis
John D. Carmack, een computerprogrammeur bij Softdisk, ontdekte een manier om side-scrolling-spellen soepeler te laten lopen indien gespeeld met een 16-kleuren EGA grafische kaart. Hij en zijn collega Tom Hall besloten deze software voor zich te houden. Samen maakten ze met de software een kloon van het eerste level van Super Mario Bros. 3, maar vervingen de hoofdpersoon door Dangerous Dave, een personage uit John Romero's spellenreeks. Ze noemden hun creatie Dangerous Dave in Copyright Infringement. Toen Romero de demo van dit spel zag, gaven hij en Jay Wilbur het duo toestemming het spel af te maken.
Carmack en Hall benaderden Nintendo met hun spel, maar die wees hen af. Het spel werd uiteindelijk opgepikt door Scott Miller van Apogee.
Tom Hall, de ontwerper van Commander Keen, maakte bekend dat Keen min of meer is gebaseerd op hemzelf als een achtjarige.
De eerste trilogie, Invasion of the Vorticons, werd in 3 maanden tijd gemaakt. Hierna verliet het team Softdisk om zelfstandig verder te gaan als id Software. Ze hadden echter nog wel een contract bij Softdisk voor meer spellen. Een hiervan werd Keen Dreams. Dit spel is nooit door Apogee uitgebracht.
Id publiceerde zelf de vervolgspellen op Invasion of the Vorticons. Keen 6 werd reeds gemaakt voor Keen 5.
Aan het einde van Keen 6 blijkt dat Mortimer McMire nog leeft en van plan is het universum op te blazen (spelers die de tijd hadden genomen om het briefje dat in het eindfilmpje van Keen 5 te zien is te vertalen waren al op de hoogte van dit feit, inclusief hoe het kan dat Mortimer zijn gevecht uit Keen 3 heeft overleefd). Dit vormde de basis voor drie andere Keen-spellen die rond kerst 1992 zouden worden uitgebracht onder de naam “The Universe is Toast”. Dit is echter nooit gebeurd. Id software richtte zich op andere spellen zoals Doom en Keen-spellen werden niet meer gemaakt, behalve de Game Boy Color-versie uit 2001.
In 2007 werden de oude Keen-spellen opnieuw uitgebracht.

## Speelwijze

### Algemeen
Alle Keen-spellen volgen hetzelfde principe. Centraal staat een landkaart of omgeving waarin Keen zich kan voortbewegen. Op die kaart staan de verschillende levels, die Keen binnen kan gaan. De spellen zelf zijn typische platformspellen, waarin Keen vijanden moet verslaan of hindernissen moet ontlopen.
In de meeste spellen is het uiteindelijke doel iets of iemand te vinden. Keen 1, 3 en Keen Dreams zijn de enige spellen die worden afgesloten met een eindbaas-gevecht.

### Invasion of the Vorticons
In Invasion of the Vorticons, kan de speler in een level naar links en rechts bewegen, springen naar hogere platformen en door semi-vaste platformen heenspringen/vallen. In het eerste spel vindt Keen een springstok, waarmee hij hoger kan springen. Keen gebruikt als wapen een laserpistool dat zijn tegenstanders daadwerkelijk dood. In tegenstelling tot veel andere spellen heeft Keen geen gezondheidsmeter die langzaam afloopt. Als hij iets dodelijks aanraakt, verliest hij meteen een leven. Vijanden zijn vooral de Vorticons of bijbehorende wezens. Er zijn ook veel obstakels.
Items die vooral veel gevonden kunnen worden zijn:
- Pistolen en munitie.
- Losse items: deze leveren punten op, of extra levens.
- Gekleurde Keycards: in de kleuren rood, geel, groen, en blauw. Deze kunnen deuren met dezelfde kleur openen.

In het tweede spel worden ook bewegende platformen geïntroduceerd die Keen over een bepaald gebied of naar een hoger gelegen plateau kunnen dragen. Ook werden er schakelaars geïntroduceerd met verschillende effecten (het licht uitdoen, een brug openen of sluiten enz).
De eerste drie spellen hebben nog niet de optie om het spel in een level op te slaan. Alleen op de kaart kan het spel worden opgeslagen.

### Keen Dreams
In dit spel lijkt Keen al meer op de Keen uit de volgende drie delen. Ook de graphics zijn verbeterd ten opzichte van de vorige drie spellen. In dit spel heeft Keen niet zijn springstok, en kan dus niet meer zo hoog springen. Wel introduceert dit spel de palen waarlangs Keen naar een hoger plateau kan klimmen. Ook werd de mogelijkheid geïntroduceerd om van een plateau af te springen door de bukken en dan op springen te drukken.
Keen heeft in dit spel ook geen pistool. Hij gebruikt een soort bommen die vijanden tijdelijk in bloemen veranderen als wapen. Voor het laatste gevecht met Boobus Tuber moet Keen 12 zwaardere bommen verzamelen. Wel kan Keen in voor het eerst zijn wapen ook naar boven en beneden afvuren in plaats van alleen naar voren. De vijanden in het spel zijn allemaal gebaseerd op groenten en fruit.
Keen Dreams introduceert nog een paar veranderingen. Zo is dit het eerste Keen-spel waarin de speler kan kiezen uit drie spelniveaus (easy, medium en hard) en het is in dit spel ook mogelijk om het spel op te slaan midden in een level in plaats van alleen op de kaart.

### Goodbye Galaxy! en Aliens Ate My Babysitter!
In Goodbye Galaxy! en Aliens Ate My Babysitter!, worden alle aanpassingen uit Keen Dreams behouden. Keen heeft hier wel weer zijn springstok en een pistool. Alleen gebruikt hij nu een pistool dat zijn vijanden enkel verdooft. Voor de meeste vijanden werkt deze verdoving voor zolang het spel duurt, dus eenmaal verslagen blijven ze verslagen, maar sommige komen na een tijdje alweer bij. Keen kan alle kanten opschieten, en kan ook sneller achter elkaar schieten dan in de eerste drie spellen.
Keen kan in deze spellen naar beneden kijken, zodat een speler kan zien wat er een verdieping lager zit en niet langer op goed geluk naar beneden hoeft te springen. Ook kan Keen de rand van een platform vastpakken voor als de speler een sprong net mist.
De kaarten van Keen 4 en Keen 6 bevatten in deze spellen eveneens hindernissen, die overwonnen kunnen worden met het halen van bepaalde levels. In de levels zelf ligt de nadruk bij deze spellen meer op het oplossen van puzzels zoals het omzetten van de juiste schakelaars.

### Commander Keen (GBC)
In Commander Keen op de Game Boy Color, is de speelwijze heel anders. De levels zijn een meer lineaire versie van die in de oude spellen. Vijanden moeten worden gedood, en de bekende vijanden uit de vorige spellen die hierin weer voorkwamen gedragen zich anders. Keens wapen heeft geen gelimiteerde munitie.

## Achtergrond

### Keen in andere spellen
Voorwerpen uit Commander Keen-spellen zijn ook gebruikt in verschillende andere spellen. Ook Keen zelf maakte twee keer een gastoptreden in andere computerspellen:
- In het level “trash dump” van het spel Bio Menace episode 2 komt Keen voor als een van de gijzelaars die de speler moet redden.
- In een geheim level van Doom II: Hell on Earth is een ruimte met vier dode, gehangen Commander Keens erin. Om het level te verlaten moet de speler ze neerschieten. Dit kan worden beschouwd als het officiële einde van Keen en als bewijs dat id Software niet van plan is om meer Keen-spellen te maken.
- De Dopefish, een grote groene vis met twee knaagdierachtige tanden die een vijand was in Keen 4, is een van de populairste personages in cameo's. Zo verscheen hij onder andere in Quake en Max Payne.
- Op internet zijn meerdere Keen-spellen te vinden die gemaakt zijn door fans, waaronder mods van de officiële spellen maar ook met behulp van Klik & Play, Click & Create, GameMaker en andere programma's. Zo bestaat er onder andere een fan-versie van de nooit gemaakte "The Universe is Toast!"-trilogie, bestaande uit de delen The Keys of Krodacia, Dead in the Desert en Battle of the Brains.

### Humor
Een kenmerk van de Commander Keen-spellen is de humor, bestaande uit zowel visuele humor als woord- en taalgrapjes (bijvoorbeeld in de achtergrondinformatie over de plaatsen en vijanden die Keen tegenkomt). Volgens Tom Hall diende vooral Chuck Jones' Duck Dodgers in the 24½th Century als inspiratiebron voor de humor in de spellen.

### The Standard Galactic Alphabet
Voor de Keen-spellen bedachten de makers een speciaal alfabet bestaande uit vreemde tekens. Dit werd gebruikt om overal in de spellen berichten te verstoppen. Sommige zijn grappig bedoeld, andere zijn een waarschuwing (zoals een bord met “danger” als de speler een gevaarlijk gebied nadert).